# Тосигами
Тосигами (яп. 年神) — в синтоизме — ками, божество, из японской мифологии. Имя Тосигами состоит из двух кандзи тоси (яп. 年 год) и ками (яп. 神 божество). Тосигами считается божеством японского Нового года, а также богом духов предков.
Тосигами, который является защитником предков семьи, посещает дома людей в Новый год, и приносит им удачу. Чтобы поприветствовать божество, дом тщательно убирают, а его вход украшают кадомацу из сосны и бамбука. Также оставляют подношения на домашнем алтаре. Существует обычай украшать жилище бамбуковыми или ивовыми ветками с подвешенными на них моти в форме рыб, фруктов, цветов и. т. д. Эти украшения называются мотибана (яп. 餅花), они раскрашиваются в разные цвета и устанавливаются на видном месте или подвешиваются к потолку у входа. Делается это для того, чтобы «входящее» в дом божество Нового года — тосигами — вспоминало о своей «обязанности» позаботиться о хозяевах в новом году. После окончания праздников мотибана съедается, и, по традиции, каждый член семьи должен съесть столько, сколько лет ему исполнилось в этом году.
В некоторых регионах Японии Тосигами считается пищевым и сельскохозяйственным божеством. Считается, что божество «выглядит» как старик или женщина. В префектуре Кагосима молодые люди одеваются в канун Нового года в костюмы изображающие пожилых людей с белыми бородами и раздают рисовые лепешки детям.